# 町村泰男
町村 泰男（まちむら やすお、1915年9月12日 - 1969年4月10日）は、日本の実業家。

## 略歴
- 1915年 - 北海道出身　旧制浦和高等学校を経て
- 1939年 - 東北帝国大学法科卒業　日本鉱業に入社
- 1946年 - 中央粉食協会に勤務
- 1948年 - 高速度製粉工業会に勤務
- 1952年 - 小松製作所に入社　本社企画室主査 総務部人事課長
- 1954年 - 建設機械部重車両課長
- 1955年 - 北海道営業所長
- 1958年 - 東京営業所長
- 1960年 - 第一営業本部東京支社長兼建設機械部長
- 1961年 - 取締役第一営業本部付兼東京支社長

## 人物像
- 人となり豪快､友情にあつく衆望を一身に聚む。柔道6段。[1]

## 家族・親族・系譜
祖父は北海道における酪農の先駆者・町村金弥、父は町村農場創設者・町村敬貴。法学者の町村泰貴は息子。声楽家でお笑い芸人の町村彰は孫。従弟に衆議院議長を務めた町村信孝がいる。